# Экзаршие соборы во Львове 1940—1942 годов
Соборы экзархов УГКЦ, созываемые во Львове митрополитом Андреем (Шептицким) в 1940 - 1942 годы для решения вопросов миссии в новых условиях, связанных с изменениями, принесенными Второй мировой войной. 

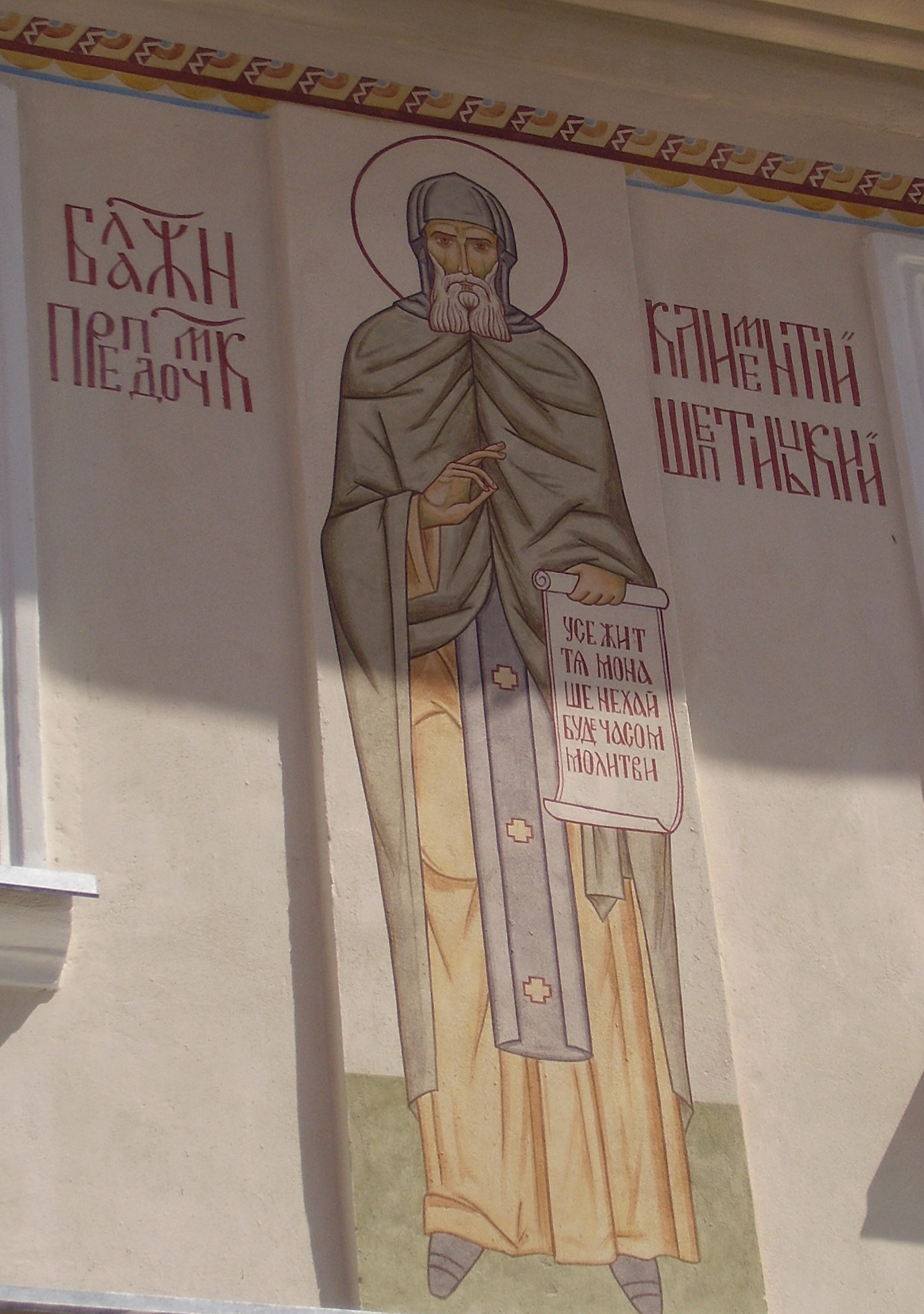
Климент Шептицкий, второй Всероссийский экзарх

С 9 октября 1939 года Климент (Шептицкий) вступил в должность Апостольского экзарха Российской Католической церкви византийского обряда, в тогдашней терминологии "Экзархат России и Сибири", в этом качества он принимал участие в работе Соборов.

## I Собор экзархов
Проходил с 18 по 19 сентября 1940 года, установил для территории СССР новое церковно-административное деление:
- Экзархат, территориально охватывающий Волынь, Подляшье, Полесье и Холмщину, во главе с епископом Николаем (Чарнецким). Часть территории Экзархата ныне входит в Луцкий экзархат УГКЦ.
- Экзархат Белоруссии с Антоном Неманцовичем.
- Экзархат Великой Украины с Иосифом (Слипым).

## II Собор экзархов
Проходил с 13 по 16 июня 1941 года, принял планы работы экзархатов в советской действительности, № 2 Постановления гласит:

До Великороссийского экзархата относится этнографическая Великороссия, Финляндия и Сибирь— Постанови II Собору Екзархiв: Док. № 147 // Андрей Шептицкий: Життя i Дiяльнiсть. Львiв: Свiчадо, 1995. с. 369
.
 

## III Собор экзархов
Проходил с  9 по 15 июня 1942 года, проходил в условиях немецкой оккупации, рассматривались вопросы практической работы:
- Положение религии в СССР в целом, мученичество и исповедничество, страдания и разрушения
- Церковно-каноническое и государственно-правовое состояние Православной церкви, несвобода в вопросах внутренней церковной жизни, расколы, секты и т.д.
- Религиозная грамотность народа и проблемы катехизации и религиозного просвещения
- Возможность работы над единством Церкви
- Установление связей, аналитика
- Подготовка молитвенников, катехизисов, библейских справочников

Климент (Шептицкий) докладывал

что с трудом старался подготовить катехизис и популярную литературу— Протоколи III Архiеп. Собору Екзархiв: Док. № 150… с. 385
.
В 1942 году Шептицкий предлагал: 

Думаю, что необходимо будет поделить экзархат на российский и сибирский…— Протоколи III Архiеп. Собору Екзархiв: Док. № 150... с. 385
.
Предлагалось:
- начать подготовку среди воспитанников духовной семинарии, желающих в будущем трудиться в пределах России, для студентов Академии ввести предмет изучения русского языка.
- назначить для Сибири генерального викария, таким Вице-экзархом и впоследствии Экзархом Сибири стал Виктор Новиков[1].